# رياضيات مترابطة
الرياضيات المترابطة هي منهج شامل متمركز حول المشكلات مناسب للطلاب من الصف السادس الابتدائي إلى الصف الثاني المتوسط بحسب معايير المجلس الوطني لمدرّسي الرياضيات (NCTM). وهذا النهج من إعداد مشروع الرياضيات المترابطة (CMP) في جامعة ولاية ميشيغان بتمويل من مؤسسة العلوم القومية.
كل منهج مرحلة تعليمية هو برنامج لمدة سنة كاملة، وفي كل من المراحل التعليمية الثلاث يضم المنهج مواضيع العدد والجبر والهندسة / القياس والاحتمالات والإحصاءات بطريقة مدروسة بكل عناية. ويسعى البرنامج إلى إقامة روابط فيما بين الرياضيات وبينها وبين المجالات الأخرى ومن ثم تطبيقها في العالم الواقعي. وينقسم المنهج إلى وحدات، كل منها يحتوي على تحقيقات في مسائل كبرى يستعرضها المعلم والطلاب في الفصل. ويضم كل تحقيق مجموعات واسعة من المسائل لمساعدة الطلاب في ممارسة وتطبيق وربط وتوسيع نطاق هذه الاستنتاجات.
وتعالج الرياضيات المترابطة كلاً من محتوى ومعايير العمل كما ينص عليها المجلس الوطني لمدرّسي الرياضيات. ومعايير العمل هي: حل المسائل، والتفكير والإثبات، والاتصال، والعلاقات، والتمثيل. فمثلاً: يقوم طلاب الانتقال المباشر بوضع وتفسير أنماط مادية ورمزية وتخطيطية ولفظية وحسابية لعلاقات كمية وجبرية، وبذلك يكونوا قد ترجموا المعلومات إلى نموذج آخر.
وأصبحت الرياضيات المترابطة، مثلها مثل أي منهج يطبق معايير المجلس الوطني لمدرّسي الرياضيات، تنتقد من مؤيدي الرياضيات التقليدية الذين يعيبون عليها عدم التدريس بالطرق الحسابية النمطية.

## الدراسات البحثية
وانتهت دراسة أجريت عام 2003 لمقارنة إنجاز الرياضيات في المراحل الثماني في أول ثلاث مناطق تعليمية في ميزوري إلى تبني مواد منهج الرياضيات القائم على معايير في المراحل المتوسطة - منهج تموله مؤسسة العلم القومية - (مشروع الرياضيات الموضوعية أو الرياضيات المترابطة) للطلاب الذين سبق وحققوا إنجاز رياضيات مشابهًا ومن هم في مستويات دخل عائلي مشابهة في المناطق الأخرى. ولوحظ وجود فروق كبيرة في الإنجاز بين الطلاب الذين يدرسون مواد المناهج القائمة على معايير لا يقل عن عامين وبين الطلاب الذين يدرسون مواد مناهج أخرى في القطاعات المقابلة. وجميع هذه الفروق تعكس زيادة إنجاز الطلاب الذين يدرسون المواد القائمة على معايير. سجل الطلاب التابعون للقطاعات الثلاثة التي تدرس مواد قائمة على معايير درجات أعلى في المضمون (تحليل البيانات والجبر) وكان الفارق كبيرًا.
وفي دراسة أخرى أجريت موازنة بين درجات الاختبار القياسي في عموم الولاية لطلاب الصف الرابع الابتدائي الذين يدرسون الرياضيات اليومية (Everyday Mathematics) ودرجات طلاب الصف الثاني المتوسط الذين يدرسون الرياضيات المترابطة مع الطلاب المشابهين لهم في التوزيع السكاني الذين يدرسون مزيجًا من المناهج التقليدية. وأوضحت النتائج أن الطلاب الذين يدرسون أيًا من مناهج الرياضيات الأساسية القائمة على معايير أدوا أداءً أفضل كثيرًا في اختبار الرياضيات في عموم الولاية عام 1999 من الطلاب الذين حضروا برامج تقليدية في مدارس مناظِرة. ومن العجيب أن الفروق التي تصب في صالح البرامج القائمة على معايير ظلت متوافقة حتى مع مختلف أفرع الرياضيات وأنواع الأسئلة وجماعات الطلاب الفرعية.

## الجدل
وانطلاقًا من كون الرياضيات المترابطة هي أحد أشهر المناهج التي تتبع معايير المجلس الوطني لمدرّسي الرياضيات، فقد تعرضت الرياضيات المترابطة لانتقادات كثيرة من مؤيدي الرياضيات التقليدية حيث قالوا بأنها غير ذات جدوى وينقصها الكثير ومدحها أيضًا كثير من الباحثين الذين لاحظوا فوائدها الجمة في تعزيز الفهم العميق للمفاهيم الرياضية في أوساط الطلاب. وفي استعراض للناقد جيمس ميلجرام ذكر «يبدو البرنامج في غاية القصور... فهدفه هو تقليل إنجاز الطلاب.» وأشار ميلجرام إلى أنه «على الطلاب بناء معارفهم بكاملها.. لا تستخدم اللوغاريتمات القياسية مطلقًا، ولا حتى في كسور الجمع أو الطرح أو الضرب أو القسمة.» إلا أن الدراسات أظهرت أن الطلاب الذين درسوا هذه المناهج «نمت لديهم طرق دقيقة في موازنة وتحليل مجموعة البيانات[]. . وأجادوا مهارات حل المسائل والقدرة على التفريق بين الحلول المنطقية وغير المنطقية للمسائل التي تشتمل على كسور. . . أبدوا فهمًا متعمقًا لكيفية تعميم الدوال رمزيًا من أشكال البيانات. . [و]أظهروا فهمهم الشديد للمفاهيم والإجراءات الجبرية» وغير ذلك الكثير.
وحصلت المناطق التعليمية في بعض الولايات ومنها تكساس على منح مؤسسة العلم القومية لتدريب المعلمين لدعم مناهج مثل الإجراءات المضادة (CM). وحصلت منطقة تعليم أوستن المستقلة (Austin ISD) عام 1997 على منحة قدرها 5 ملايين دولار أمريكي من مؤسسة العلم القومية لتدريب المعلمين. ومنحت مؤسسة العلم القومية 10 ملايين دولار «للمبادرات الريفية النظامية» عبر جامعة ويست تكساس إيه آند إم (West Texas A&M). وعلى مستوى البلاد، يأتي برنامج «المبادرات النظامية في عموم الولايات» (SSI) وهو برنامج تموله الحكومة الفيدرالية ومن إعداد مركز دانا (Dana Center) التابع لجامعة تكساس. ويذكر لهذا البرنامج الفضل في التوجيه نحو تطبيق الإجراءات المضادة في المدارس على مستوى البلاد. ولكن في عام 1999، أخلت الرياضيات المترابطة بمعايير كاليفورنيا المنقحة لأنها حصلت على تقديرات دون المستوى المطلوب لمدة سنتين على الأقل ولأنها شملت العديد من الأخطاء. وبعد العام الدراسي 2000 - 2001، لم يعد يمكن صرف أموال الدولة على الرياضيات المترابطة
كشفت جريدة كريستيان ساينس مونتور (Christian Science Monitor) عن مطالبة بعض الآباء في بلانو بولاية تكساس بأن تسقط مدارس أبنائهم الطريقة المضادة من مناهج التعليم، في حين كتبت جريدة نيويورك تايمز تقريرًا يكشف أن الآباء هناك أعربوا عن استيائهم من مضاعفة الكسور بدلاً من استخدام القاسم المشترك لجمعها. وفي الطبعة الثانية المُحدّثة، نص الكتاب على أنه «بإمكان الطالب جمع الكسرين سريعًا عن طريق إيجاد العامل المشترك.»  وبين الخطاب الذي أرسل إلى الآباء على عدم منع الطلاب من ضرب وقسمة الكسور بالطرق القياسية.
ما يثير استغراب الآباء هو أن الطلاب يبدؤون باستخدام الطرق الاستطلاعية لكي يقوى لديهم الجانب الإدراكي للمفاهيم، ولكن سرعان ما يلجؤون إلى الطرق القياسية وقد يكون ذلك بعد اكتشافها على مرأى ومسمع المعلمين. وأظهرت الدراسات الواسعة النطاق لإصلاح مناهج التعليم ومنها الرياضيات المترابطة أن الطلاب في هذا النوع من البرامج يتعلمون مهارات إجرائية بنفس مستوى الطلاب في البرامج التقليدية. ويكتسب الطلاب في البرامج القائمة على معايير مهارات الفهم الإدراكي وحل المسائل بمستوى أعلى من البرامج التقليدية.
ورغم نكران الآباء الذين تعودوا في كتبهم المدرسية على تعليمات في الطرق الرياضية، يرى الكثيرون أن الفوائد التربوية لهذه الطرق أثبتتها الأبحاث: «تكون على مدى العقود الثلاثة أو الأربعة الماضية مجموعة متزايدة من العلوم الإدراكية التي تدعم فكرة نمو درجة ذكاء الطلاب بسبب تجاربهم الخاصة مع الرياضيات.»

### أمثلة لبعض الانتقادات
تناول الرياضيات المترابطة لبعض المواضيع يشمل تدريبات انتقدها البعض إما لكونها «غير موضوعية» أو «لانقطاع صلتها بالمفهوم الرياضي» أو «لإغفالها الطرق القياسية» مثل معادلات الوسط الحسابي. (انظر أعلاه لاستعراض أسباب المنع الأولي للصيغ). الأمثلة التالية مأخوذة من الكتب المدرسية التي يراها كل الآباء. (انظر المناقشة أدناه).

#### المتوسط
في الطبعة الأولى لأحد الكتيبات التي تركز على الفهم الإدراكي للعدد المتوسط والوسط باستخدام الطرق اليدوية. ولم يكن فيه وجود للخوارزمية القياسية. وأدرجت الخوارزمية في الطبعات التالية.

#### المضاهاة بين الكسور
وفي الوحدة الخاصة بالكسور للصف السادس الابتدائي، ظهر فهم إدراكي للمضاهاة بين الكسور ذات المقامات المختلفة باستخدام الكسور الإرشادية وشرائط الكسور وغيرها من الإستراتيجيات. وطبقًا لما ذكره بعض النقاد، لا يوجد في الطبعة الأولى أي ذكر للطريقة القياسية، وهي تحويل الكسور باستخدام المقام المشترك الأصغر. وحتى في الطبعة المنقحة (CMP2) التي ظلت تدرس منذ العام الدراسي 2003 - 2004، لم تكن الطريقة القياسية مدرجة في الفهرس، ولكنها ظهرت فيما بعد في وحدات الحساب العشري. أخبر الآباء بأن الطلاب يدرسون كيفية استخدام المقام المشترك في جمع الكسور، ولكن هذا جذب انتباه البعض لعدم وجود شرح مباشر لهذه الطريقة في الكتاب المدرسي. وفي صفحة «المفاهيم وشرحها» قطع وأجزاء 2، في صفحة دعم الآباء، يقال للآباء «أن الهدف هو جعل معنى لإستراتيجية إعادة التسمية بالمقام المشترك لكي تصبح خوارزمية كفء ولها معنى يمكن استخدامها دون الحاجة إلى طرق مساعدة.»

#### مساحة الدائرة
يتعلم الطلاب الصيغ القياسية التي تقول بأن مساحة الدائرة هي ط مضروبة في مربع نصف القطر، ولكن هذه الصيغ لا تستخدم في الكتاب المدرسي للصف السادس الابتدائي وهذا مذكور فقط بوصفه طريقة «ممكنة» في دليل المعلم. وبدلاً من استخدام الاستنتاج التقليدي الذي يركب فيه المستطيل من قطع المستطيلات من دائرة، يرشد الطلاب إلى قطع دائرة إلى عدة قطع صغيرة ويستخلصون أن الأمر يحتاج إلى أكثر من 3 مربعات نصف قطرية، وهذا لا يشرح بالضبط سبب استخدام الصيغ القياسية.

#### الأعداد الأولية
التدريب التالي هو من أول كتيبات الصف السادس الابتدائي البالغ عددها ستة كتيبات تسمى «ساعة الذروة» حول تحليل الأعداد الصحيحة إلى أعداد أولية. ويعد هذا التدريب نوعًا من أنواع طرق التدريس غير التقليدية. يطلب من الطالب اختيار رقم «محبب» إلى قلبه ثم تحليله. ولا توجد إجابة صحيحة وحيدة بحكم الضرورة لأن صحة الإجابة من عدمها يعتمد على العدد الذي يختار الطفل تحليله.

## وصلات خارجية
- http://www.math.msu.edu/cmp
- NYCHold several reviews of CMP, mostly strongly critical
- http://www.ridgewood.k12.nj.us Ridgewood recently implemented CMP2 in both of its junior high schools